# Peter Mennin
Peter Mennin (Erie, 17 maggio 1923 – New York, 17 giugno 1983) è stato un compositore, docente e manager statunitense.

## Biografia
Figlio musicalmente dotato di immigrati italiani che si erano stabiliti ad Erie, Mennin iniziò il suo primo pezzo per orchestra a undici anni e completò la sua prima sinfonia (su nove che avrebbe poi scritto) prima del suo 19º compleanno. Iniziò i suoi studi al Conservatorio di Oberlin con Norman Lockwood all'età di 16 anni, ma nel 1941 partì per entrare nelle Forze aeree dell'esercito degli Stati Uniti. Continuò i suoi studi con Howard Hanson alla Eastman School of Music, dove conseguì la laurea e il master nel 1945. La sua terza sinfonia, terminata il giorno in cui compì 23 anni e inizialmente scritta per il dottorato presso la Eastman, lo catapultò immediatamente nel mondo della musica importante. L'opera fu eseguita dalla Filarmonica di New York l'anno seguente e portò alla nomina di Mennin alla facoltà di composizione della Juilliard School. È stato candidato al premio Pulitzer nel 1950. Mennin diresse il primo scambio artistico con l'Unione Sovietica nel 1958, dove trascorse sei settimane. Ricevette due borse di studio Guggenheim per la composizione musicale nel 1949 e nel 1957.
Nel 1958 fu nominato direttore del Peabody Conservatory di Baltimora, e nel 1962 divenne presidente della Juilliard School, una posizione che mantenne fino alla sua morte nel 1983. Sotto la sua guida la Juilliard si trasferì da Claremont Avenue all'attuale sede nel Lincoln Center. Mennin ha il merito dell'aggiunta dei dipartimenti di teatro e danza alla Juilliard. Iniziò anche il Master Class Program e portò molti artisti ad insegnare tra cui Maria Callas, Pierre Fournier ed altri.
Mennin ha scritto nove sinfonie, diversi concerti e numerosi lavori per banda di fiati, coro e altri gruppi. Il suo stile divenne più cromatico e collegato ai tempi, ma fu sempre essenzialmente tonale, facendo molto affidamento sulla polifonia.
Il suo lavoro ricevette una rinnovata attenzione nell'era dei CD e ora tutte le sue sinfonie sono state registrate.
La Juilliard assegna un premio annuale Peter Mennin, per i migliori risultati e leadership nella musica.
Tra i suoi studenti illustri figurano Van Cliburn, Jacob Druckman, Richard Danielpour, Karl Korte, Charles L. Bestor, Jack Behrens e Claire Polin.

## Lavori principali

### Sinfonie
- Sinfonia n. 1 (1942)[1]
- Sinfonia n. 2 (1944) (Gershwin Memorial Award, 1945)[2] withdrawn
- Sinfonia n. 3 (completed May 17, 1946, his doctoral dissertation.[3] Premiered February 1947 by the New York Philharmonic, conducted by Walter Hendl.[4])
- Sinfonia n. 4 The Cycle (1947–8) (Chorus & orchestra)
- Sinfonia n. 5 (1950) (commissioned and premiered by the Dallas Symphony and Walter Hendl)[1]
- Sinfonia n. 6 (1953)
- Sinfonia n. 7 Variation-symphony (1963, pub. 1967)[1]
- Sinfonia n. 8 (1973)
- Sinfonia n. 9 (1981)

### Altre opere orchestrali
- Folk Overture (1945)
- Fantasia for String Orchestra (1947)
- Concertato Moby Dick (1952)
- Cello concerto (1956)
- Piano concerto (1958) (Premiered by Eunice Podis, piano, with George Szell conducting the Cleveland Orchestra)
- Canto (1962; pub. 1965)
- Flute concerto (1983)

### Lavori per banda da concerto
- Canzona for band (1951)

### Pianoforte
- Five pieces (1949)
- Piano sonata (1963)

### Lavori per coro
- Four Chinese Poems (1948)
- In the Quiet Night
- Crossing the Han River
- A Song of the Palace
- The Gold Threaded Robe
- Christmas Story (1949)
- Cantata di Virtute, "The Pied Piper of Hamelin" (1969)
- Reflections of Emily (1978)

### Musica da camera
- String quartet #1
- String quartet #2 (1951)
- Sonata concertante, for violin and piano (1956)

## Curiosità
- Diverse fonti hanno elencato un concerto per violino tra le opere di Mennin, portando a molte domande su Internet. Mennin in effetti iniziò a scrivere un concerto per violino per Roman Totenberg nei primi anni '50; completò un movimento lento nello spartito breve, ma nulla oltre a questo.[5]